# Минаев, Роман Эдуардович
Роман Эдуардович Минаев (род. 24 декабря 1997, Курск) — российский футболист, нападающий ульяновской «Волги».
Воспитанник курского «Авангарда». В сезоне 2016/17 дебютировал в первенстве ПФЛ и вышел с командой в ФНЛ. В феврале 2020 года перешёл в клуб премьер-лиги «Арсенал» Тула, за который дебютировал 22 июня в домашнем матче против московского «Спартака» (2:3), выйдя на замену на 73-й минуте.
С 2022 года — игрок «Уфы». Дебютировал за «Уфу» 17 июля 2022 года в гостевом матче против «Кубани» (2:0), выйдя на замену.
5 июля 2024 года перешёл в тульский «Арсенал».

## Достижения
- Финалист Кубка России: 2017/18